# Nicolas Huet
Nicolas Huet (* 22. Juli 1976 in Tignes) ist ein französischer Snowboarder. Er ist Doppel-Weltmeister, 1999 im Parallel-Slalom und 2001 im Parallel-Riesenslalom, sowie Vize-Weltmeister im Parallel-Slalom (2005) und WM-Dritter im Parallel-Riesenslalom (2003, 2005). Im Jahr 2000 wurde er Zweiter im Gesamt-Weltcup. Er konnte bisher 13 Weltcup-Rennen für sich entscheiden.